# Blanford-pacsirta
A Blanford-pacsirta (Calandrella blanfordi) a madarak osztályának verébalakúak (Passeriformes) rendjébe és a pacsirtafélék (Alaudidae) családjába tartozó faj.

## Rendszerezése
A fajt George Ernest Shelley angol geológus és ornitológus írta le 1902-ben, a Tephrocorys nembe Tephrocorys blanfordi néven. Nevét William Thomas Blanford angol zoológus tiszteletére kapta.

## Alfajai
- Calandrella blanfordi eremica[2] Reichenow & J. L. Peters, 1932 vagy Calandrella eremica[1]
- Calandrella blanfordi blanfordi (Shelley, 1902)
- Calandrella blanfordi daaroodensis (C. M. N. White, 1960) vagy Calandrella eremica daaroodensis

## Előfordulása
Afrika keleti részén, Eritrea és Etiópia területén honos. Természetes élőhelyei a szubtrópusi és trópusi gyepek, sós mocsarak és tengerpartok, valamint szántóföldek. Állandó, nem vonuló faj.

## Megjelenése
Testhossza 14 centiméter.

## Életmódja
Magokkal és rovarokkal táplálkozik.

## Természetvédelmi helyzete
Az elterjedési területe nagyon nagy, egyedszáma pedig ismeretlen. A Természetvédelmi Világszövetség Vörös listáján nem fenyegetett fajként szerepel.